# Mario Kart: Super Circuit
Mario Kart: Super Circuit (i Japan Mario Kart Advance, マリオカートアドバンス, Mario Kāto Adobansu) är det första portabla spelet i Mario Kart-serien. Spelet är utvecklat av Nintendo till konsolen Game Boy Advance.
Spelet släpptes den 21 juli 2001 i Japan, 27 augusti i Nordamerika och 14 september i Europa.